# Думычи (Погарисский сельский совет)
Думычи (укр. Думичі) — село в Добросинско-Магеровской сельской общине Львовского района Львовской области Украины.
Население по переписи 2001 года составляло 658 человек. Занимает площадь 14,7 км². Почтовый индекс — 80322. Телефонный код — 3252.